# Wahre Helden
Wahre Helden (Originaltitel: The Last Hero) ist der siebenundzwanzigste Scheibenwelt-Roman von Terry Pratchett. Er wurde 2001 in einem speziellen Hardcover-Format veröffentlicht und durchgehend von Paul Kidby illustriert (Manhattan, ISBN 3-442-54531-5). Orte der Handlung sind Ankh-Morpork und Cori Celesti, der Sitz der Götter. Wahre Helden gehört zu den Kultur-Geschichten und die Protagonisten sind Cohen, der Barbar, und seine graue Horde. Er möchte den Göttern das Feuer zurückbringen, und zwar mit Zinsen. Diese Idee würde das Ende der Scheibenwelt bedeuten, weshalb Leonard da Quirm, Hauptmann Karotte und Rincewind aufbrechen, um Cohen davon abzuhalten. Der Roman persifliert die Prometheus-Sage.

## Handlung
Mit einem gerissenen Coup haben Cohen und die Graue Horde in Echt zauberhaft den Thron des Achatenen Reiches zur privaten Alterssicherung erobert. Nun sitzt Kaiser Cohen auf dem Thron, umgeben von seinen greisen Mitstreitern und sie langweilen sich zu Tode. Im Falle des Alten Vincent ist das wörtlich zu nehmen, als er an einer Gurke verstarb. So wollen die Barbaren nicht abtreten und sie beschließen einen allerletzten Husarenritt.
Die letzten Helden der Scheibenwelt brechen auf, um den Göttern das Feuer zurückzubringen, das der erste Held, Mazda, ihnen gestohlen hat. Allerdings mit Zinsen, wie Cohen betont, sodass sie anstatt einer Fackel ein Fass mit Sprengstoff zum Cori Celesti hinauf schaffen. Auf der Spitze des Berges, in Würdentracht, der Heimat der Götter, soll das Fass explodieren. Cohen, die Graue Horde und möglichst viele Götter würden dabei zu Tode kommen und den Helden zu dauerhafter Unsterblichkeit in der Erinnerung der Menschen verhelfen.
Eine Heldentat wird nur dann zur Legende, wenn ein Sänger dafür sorgt, dass die Menschheit davon erfährt. Kurzerhand entführt Cohen einen Barden aus der Botschaft von Ankh-Morpork, der sie auf den Weg zum Gipfel begleitet.
Auf den 10.000 Höhenmetern lernt der Barde die Grundlagen heldischer Dichtung. Die Horde räumt alle Widerstände souverän beiseite und die Achtung des Sängers wächst von Minute zu Minute. Zunächst hatte der den Haufen alter Männer und ihre Pläne für komplett irrsinnig gehalten, inzwischen fürchtet er, dass alles so funktionieren wird, wie geplant – aber der Plan in Wirklichkeit von den Göttern stammt, die mal wieder eines ihrer Spielchen spielen. Die Horde trifft auf dem Weg nach oben einfach zu viele alte Bekannte, die mit ganz ähnlichem Kartenmaterial unterwegs sind. Was alle bis zu diesem Punkt Beteiligten nicht wissen, eine Explosion in der vorgesehenen Stärke hätte die Zerstörung des magischen Zentrums der Scheibenwelt zur Folge. Das wäre dann das Ende von allem.
Nachdem Ankh-Morpork alarmiert wurde, lässt der Patrizier das Erfindergenie Leonard von Quirm von der Kette, der ziemlich schnell einen reichlich tollkühnen Plan entwickelt: Ein von Sumpfdrachen angetriebenes Fluggerät, der Milan, soll über den Rand fliegen, unter die Scheibenwelt fallen und mittels Gravitation wieder nach oben bis zum Gipfel des Cori Celesti geschleudert werden. Nach erfolgreicher Landung soll dann die Besatzung Cohen und die Graue Horde von ihrem Plan abbringen. Der Milan ist auf maximal 3 Besatzungsmitglieder ausgelegt und Leonards Teilnahme ist zwingend, da er noch während des Fluges an der Verbesserung des Apparates arbeiten wird. Für den zweiten Platz meldet sich Hauptmann Karotte von der Stadtwache freiwillig. Rincewind betont, dass er sich nicht freiwillig meldet, aber da er weiß, wie sein Leben verläuft, würde er ohnehin irgendwie an Bord des Milan landen, denn schließlich ginge es wieder einmal um eine Rettung der Welt, vor der er sich regelmäßig aber erfolglos zu drücken versucht. So erfährt der Patrizier, dass Rincewind eine Art Freund von Cohen ist, sprich: er ist ihm mehrmals begegnet, ohne von ihm umgebracht worden zu sein. Diese drei brechen also auf, um die letzten Helden aufzuhalten.
Die Reise verläuft nicht ganz wie geplant, aber letztlich erfolgreich. Auf dem Gipfel des Cori Celesti angekommen, zertrümmern sie bei der Landung das Stadttor von Würdentracht und werden unmittelbar Zeuge, wie Cohen seine Wette gegen Schicksal gewinnt, indem er mit einem Würfel eine Sieben würfelt, indem er ihn in der Luft mit seinem Schwert halbiert.
Dann fordert er Kriecher, den Unhöflichen, auf, die Bombe scharf zu machen, die am Rollstuhl des Irren Polterers befestigt ist. Hauptmann Karotte will Cohen verhaften wegen Verschwörung mit dem Ziel, das Ende der Welt herbeizuführen. Der Barde macht Cohen schließlich klar, dass nach der Explosion niemand mehr übrig sein wird, die Saga zu hören. Die Graue Horde schnappt den Rollstuhl des Polterers und rast über den Rand des Berges.
Die Welt ist gerettet, aber die letzten Helden sind tot, wahrscheinlich jedenfalls. Schließlich werden keine Leichen gefunden und eine Gruppe älterer Herren kapert die geflügelten Pferde einiger Walküren, die normalerweise verstorbene Helden zum ewigen Fest geleiten. Wenig später wird der erste Held Mazda befreit, der seit Jahrtausenden an einen Berg gekettet ist.
Die Götter lassen sich überzeugen, den Milan zu reparieren, und so kehren die drei Weltenretter wenig später nach Ankh-Morpork zurück. Mit großer Begeisterung arbeitet Leonard von Quirm nun die Strafe ab, die ihm die Götter auferlegten, weil er sich angemaßt hatte, ein Fluggerät zu bauen, mit dem man auf die Götter herabblicken konnte. Er bemalt die Decke des Tempels der Geringen Götter.